# Battaglia di Milo
La battaglia di Melo o assedio di Melo fu un episodio della guerra del Peloponneso avvenuto nel 416 a.C. che vide gli Ateniesi trucidare e schiavizzare la popolazione dell'isola di Melo (oggi Milo o Melo), nel Mar Egeo, dopo che questa non aveva voluto sottomettersi ad Atene, dichiarando la propria neutralità. Tutti gli isolani uomini furono uccisi mentre le donne e i bambini furono venduti come schiavi.
L'episodio è meglio ricordato per il "dialogo dei Melii", una riproduzione letteraria da parte dello storico ateniese Tucidide dei negoziati tra gli Ateniesi e i Melii prima dell'assedio. Durante le trattative, gli Ateniesi non diedero nessuna giustificazione morale all'invasione, asserendo esplicitamente ai Melii che se non avessero accettato la sottomissione gli ateniesi avrebbero causato la loro distruzione facendo valere la legge del più forte.

## Antefatto
Nel 416 a.C. la guerra tra Atene e Sparta era momentaneamente interrotta in seguito alla pace di Nicia del 421 a.C.. Dall'inizio della guerra Atene manteneva la superiorità navale e controllava la maggior parte delle isole del Mar Egeo con la Lega delio-attica, che nata come alleanza difensiva si trasformò sempre di più in un controllo imperialistico ateniese. Melo era l'ultima isola principale dell'Egeo rimasta fuori dal controllo di Atene, la quale ne anelava il dominio anche per la sua vicinanza al Peloponneso. Gli abitanti di Melo erano Dori, lo stesso gruppo etnico degli Spartani, ma rimanevano comunque indipendenti anche dalla lega peloponnesiaca guidata da Sparta.
Le opinioni sulla posizione di Melo sono discordanti: secondo Isocrate, l'isola era uno tra i tanti alleati di Atene prima della guerra, che però se ne sarebbe un po' per volta allontanata, giungendo addirittura a fornire aiuto a Sparta; secondo Tucidide, invece, Melo non era mai stata alleata di Atene ma, poiché era molto vicina, Atene avrebbe voluto attirarla nella propria orbita, scontrandosi però con l'indecisione degli isolani.

## Il dialogo dei Melii
Lo storico ateniese Tucidide, vissuto negli anni della guerra del Peloponneso, nel libro V della sua opera La guerra del Peloponneso inserisce il celebre passo del "dialogo dei Melii", ovvero una drammatizzazione dei negoziati tra le delegazioni degli ambasciatori ateniesi e dei Melii. Tucidide non era presente al negoziato, motivo per cui il reale modo con cui furono condotte le trattative è a noi ignoto.
Secondo il racconto di Tucidide, gli ateniesi offrirono ai Melii un ultimatum: arrendersi ad Atene o essere distrutti. Gli ambasciatori ateniesi dissero esplicitamente di non voler perdere tempo in convenevoli e ragionamenti moralistici, dichiarando con brutale schiettezza che se i Melii non si fossero sottomessi sarebbe stato pieno diritto degli Ateniesi distruggerli secondo la legge del più forte. Secondo gli ateniesi, infatti, accettare la neutralità di Melo sarebbe potuto sembrare una dimostrazione di debolezza agli occhi non solo dei nemici Spartani ma anche degli altri alleati della Lega delio-attica. La sottomissione di Melo avrebbe significato, invece, un'ulteriore dimostrazione della forza ateniese e avrebbe scoraggiato ribellioni all'interno della lega.
Alla fine i Melii, pur riconoscendo la superiorità della forza ateniese, rifiutano di sottomettersi, confidando nell'assistenza degli dèi e degli Spartani, i quali, secondo loro, sarebbero giunti in loro aiuto contro la cieca brutalità imperialistica di Atene.

## La battaglia

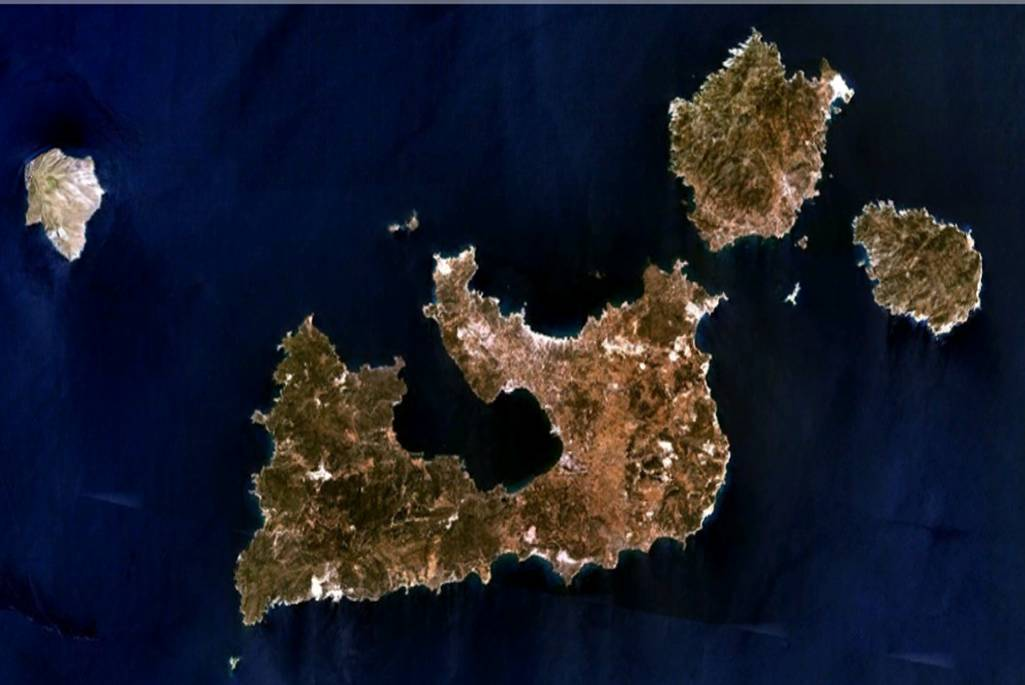
L'isola di Melo vista dal satellite.

Gli Ateniesi arrivarono a Melo con una flotta di trentotto navi: trenta da Atene, sei da Chio e due da Lesbo. La spedizione fu guidata dai generali ateniesi Cleomede e Tisia. Per assediare l'isola gli Ateniesi costruirono un muro di cinta e lasciarono un contingente a tenere l'assedio, mentre il grosso delle truppe si ritirò. In seguito ad alcune sortite da parte dei Melii, fu inviato un nuovo contingente sotto la guida di Filocrate. Un tradimento fece loro aprire le porte della città e gli Ateniesi entrarono costringendo gli isolani alla resa. Tutti i guerrieri furono uccisi mentre le donne e i bambini furono ridotti in schiavitù. Sull'isola gli ateniesi inviarono poi 500 cittadini come nuovi coloni.
La differenza del trattamento riserbato dagli Ateniesi a Melo e Scione rispetto a quello riserbato a Mitilene circa dieci anni prima evidenzia il radicale cambiamento avvenuto con l'avvento della guerra del Peloponneso e mette in luce le prime avvisaglie della crisi che porterà alla sconfitta di Atene nella guerra e allo scioglimento dell'alleanza, che ormai si era trasformata in un dominio oppressivo.

## Conseguenze
Nel 405 a.C., quando Atene stava ormai per perdere la guerra, il generale spartano Lisandro scacciò gli occupanti ateniesi da Melo e fece ritornare sull'isola i pochi isolani sopravvissuti al massacro. Con la conclusione della guerra, Melo divenne un territorio d'influenza spartano e probabilmente fu posta sull'isola una guarnigione di soldati spartani.
Lo storico ateniese Senofonte scrisse che nel 405 a.C., con l'esercito spartano che si avvicinava ad Atene, i cittadini ateniesi temevano che gli spartani avrebbero riserbato loro lo stesso trattamento che Atene aveva riserbato ai Melii.
Alcuni studiosi hanno visto nella tragedia Le troiane di Euripide, presentata nel marzo del 415 a.C., un riferimento al massacro dei Melii. La tragedia parla infatti della sofferenza degli abitanti della città di Troia appena conquistata dagli Achei. Vi sarebbe pertanto un parallelismo tra la sorte dei troiani con quella dei Melii.